# Società Sportiva Matera Calcio 2015-2016
Questa voce raccoglie le informazioni riguardanti la Società Sportiva Matera Calcio nelle competizioni ufficiali della stagione 2015-2016.

## Stagione
Nella stagione 2015-2016 il Matera disputa il girone C del campionato di Lega Pro, sul campo raccoglie 55 punti, ma deve scontare 2 punti di penalità, il totale quindi recita 53 punti con il sesto posto finale. Sale in Serie B il Benevento. Un campionato giocato sempre nelle zone alte della classifica, con 27 punti raccolti nel girone di andata e 28 nel girone di ritorno. Il campionato è iniziato con il tecnico Davide Dionigi in panchina, sostituito alla sesta giornata, dopo una stentata partenza da Pasquale Padalino. Miglior marcatore dei biancazzurri è stato Saveriano Infantino, che ha firmato 13 reti in 17 partite, essendo arrivato alla corte di Padalino con il mercato di gennaio. Il Matera ha partecipato anche alla Coppa Italia Tim Cup, ma è stato subito eliminato nel corso del primo turno (0-1) dal Sudtirol al Salerno. Nella Coppa Italia di Lega Pro la squadra lucana è stata anche qui eliminata nel primo turno ad eliminazione, perdendo a Lecce (2-1).

## Divise e sponsor
Lo sponsor tecnico per la stagione 2015-2016 è Erreà, mentre gli sponsor ufficiali sono Zeta System, Tradeco e S.T.A. (pantaloncino).
| Casa | Trasferta | Terza divisa | Trasferta (2) | Quarta divisa |

## Organigramma societario
Area direttiva
- Presidente: Saverio Columella

Area tecnica
- Allenatore: Davide Dionigi[6], dal 6 ottobre 2015 Pasquale Padalino[7]
- Allenatore in seconda: Lorenzo Sibilano
- Collaboratore Tecnico: Andrea Deflorio
- Collaboratore tattico: Komatsuzaki Hiroshi
- Preparatore atletico: Giuseppe Vizzielli
- Preparatore dei portieri: Giuseppe Alberga

## Rosa
| N. |                   | Ruolo | Calciatore          |
| -- | ----------------- | ----- | ------------------- |
|    | Italia (bandiera) | P     | Marino Bifulco      |
|    | Italia (bandiera) | P     | Michele Biscarini   |
|    | Italia (bandiera) | P     | Danilo Russo        |
|    | Italia (bandiera) | D     | Ciro De Franco      |
|    | Italia (bandiera) | D     | Giovanni Di Lorenzo |
|    | Italia (bandiera) | D     | Gianmarco Ingrosso  |
|    | Italia (bandiera) | D     | Antonio Meola       |
|    | Italia (bandiera) | D     | Matteo Piccinni     |
|    | Italia (bandiera) | D     | Gabriele Rolando    |
|    | Italia (bandiera) | D     | Stefano Scognamillo |
|    | Italia (bandiera) | D     | Giovanni Tomi       |
|    | Italia (bandiera) | D     | Andrea Zaffagnini   |
|    | Italia (bandiera) | D     | Andrea Zanchi       |
|    | Italia (bandiera) | C     | Marco Armellino     |
|    | Italia (bandiera) | C     | Mirko Carretta      |

| N. |                               | Ruolo | Calciatore                 |
| -- | ----------------------------- | ----- | -------------------------- |
|    | Italia (bandiera)             | C     | Santo D'Angelo             |
|    | Italia (bandiera)             | C     | Francesco De Rose          |
|    | Italia (bandiera)             | C     | Gaetano Iannini (capitano) |
|    | Italia (bandiera)             | C     | Francesco Pagliarini       |
|    | Italia (bandiera)             | A     | Diego Albadoro             |
|    | Italia (bandiera)             | A     | Giacomo Casoli             |
|    | Italia (bandiera)             | A     | Stefano D'Agostino         |
|    | Italia (bandiera)             | A     | Gaetano Dammarco           |
|    | Italia (bandiera)             | A     | Antonio Gammone            |
|    | Italia (bandiera)             | A     | Saveriano Infantino        |
|    | Italia (bandiera)             | A     | Antonio Letizia            |
|    | Macedonia del Nord (bandiera) | A     | Mensur Kurtiši             |
|    | Italia (bandiera)             | A     | Cristofaro Morra           |
|    | Italia (bandiera)             | A     | Antonio Petitti            |
|    | Italia (bandiera)             | A     | Giuliano Regolanti         |

## Calciomercato

### Sessione estiva(dal 01/07 al 31/08)
| Acquisti | Acquisti            | Acquisti     | Acquisti      |
| R.       | Nome                | da           | Modalità      |
| -------- | ------------------- | ------------ | ------------- |
| P        | Paolo Baiocco       | Grosseto     | fine prestito |
| P        | Michele Biscarini   | Foligno      |               |
| P        | Danilo Russo        | Pro Vercelli |               |
| D        | Giovanni Di Lorenzo | Reggina      |               |
| D        | Gianmarco Ingrosso  | Tuttocuoio   |               |
| D        | Antonio Meola       | Livorno      |               |
| D        | Matteo Piccinni     | Real Vicenza |               |
| D        | Gabriele Rolando    | Sampdoria    | prestito      |
| D        | Stefano Scognamillo | Ascoli       |               |
| D        | Giovanni Tomi       | Martina      |               |
| D        | Andrea Zaffagnini   | L'Aquila     |               |
| D        | Andrea Zanchi       | Perugia      | prestito      |
| C        | Marco Armellino     | Reggina      |               |
| C        | Francesco De Rose   | Barletta     |               |
| A        | Stefano D'Agostino  | Teramo       |               |
| A        | Antonio Gammone     | Bari         |               |
| A        | Mensur Kurtisi      | Varese       |               |
| A        | Giuliano Regolanti  | Frosinone    | prestito      |

| Cessioni | Cessioni            | Cessioni    | Cessioni      |
| R.       | Nome                | a           | Modalità      |
| -------- | ------------------- | ----------- | ------------- |
| P        | Paolo Baiocco       | Arezzo      |               |
| P        | Giovanni Russo      |             | svincolato    |
| P        | Alexandru Pena      |             | svincolato    |
| D        | Nii Nortey Ashong   | Latina      | fine prestito |
| D        | Tommaso Coletti     | Foggia      |               |
| D        | Rocco D'Aiello      |             | svincolato    |
| D        | Vasco Faísca        | Maceratese  |               |
| D        | Joad Ferretti       | Milan       | fine prestito |
| D        | Darío Flores        | River Plate |               |
| D        | Tiziano Mucciante   | Benevento   |               |
| C        | Alessandro Bernardi | Lumezzane   | fine prestito |
| C        | Giovanni Di Noia    | Bari        | fine prestito |
| C        | Andrea Giacomini    |             | svincolato    |
| C        | Francesco Mazzarani | Benevento   |               |
| A        | Nelson Bustamante   |             | svincolato    |
| A        | Stefano D'Agostino  |             | svincolato    |
| A        | Abou Diop           | Torino      | fine prestito |
| A        | Giuseppe Madonia    | Akragas     |               |
| A        | Mensur Kurtisi      |             | svincolato    |

### Sessione invernale(dal 04/01 al 01/02)
| Acquisti | Acquisti            | Acquisti  | Acquisti   |
| R.       | Nome                | da        | Modalità   |
| -------- | ------------------- | --------- | ---------- |
| A        | Giacomo Casoli      | Como      | definitivo |
| A        | Saveriano Infantino | Carrarese | definitivo |

| Cessioni | Cessioni           | Cessioni  | Cessioni      |
| R.       | Nome               | a         | Modalità      |
| -------- | ------------------ | --------- | ------------- |
| A        | Antonio Letizia    | Reggiana  | definitivo    |
| A        | Giuliano Regolanti | Frosinone | fine prestito |

## Risultati

### Lega Pro

#### Girone di andata
| Arbitro: | Mastrodonato (Molfetta) |

|               |           |  |
| Gammone 90+1’ | Marcatori |  |

| Arbitro: | Vesprini (Macerata) |

|                               |           |  |
| Morra 24’, 28’ Strambelli 77’ | Marcatori |  |

| Arbitro: | Baroni (Firenze) |

|  |           |               |
|  | Marcatori | 14’ Scarsella |

| Caserta 26 settembre 2015, ore 18:00 CEST 4ª giornata | Casertana       | 0 – 0 referto | Matera | Stadio Alberto Pinto (1.382 spett.)\| Arbitro: \| Mancini (Fermo) \| |
| Arbitro:                                              | Mancini (Fermo) |               |        |                                                                      |

| Arbitro: | Amoroso (Paola) |

|             |           |           |
| Kurtisi 82’ | Marcatori | 48’ Gerbo |

| Arbitro: | Valiante (Nocera Inferiore) |

|                                |           |             |
| Tavares 18’ Cocuzza 90’ (rig.) | Marcatori | 60’ Iannini |

| Matera 17 ottobre 2015, ore 20:30 CEST 7ª giornata | Matera           | 0 – 0 referto | Benevento | Stadio XXI Settembre-Franco Salerno (3.000 spett.)\| Arbitro: \| Ranaldi (Tivoli) \| |
| Arbitro:                                           | Ranaldi (Tivoli) |               |           |                                                                                      |

| Arbitro: | Rossi (Rovigo) |

|               |           |  |
| La Mantia 87’ | Marcatori |  |

| Arbitro: | Prontera (Bologna) |

|  |           |           |
|  | Marcatori | 45’ Meola |

| Matera 7 novembre 2015, ore 20:30 CET 10ª giornata | Matera            | 0 – 0 referto | Juve Stabia | Stadio XXI Settembre-Franco Salerno (2.500 spett.)\| Arbitro: \| Massimi (Termoli) \| |
| Arbitro:                                           | Massimi (Termoli) |               |             |                                                                                       |

| Arbitro: | Pillitteri (Palermo) |

|  |           |                |
|  | Marcatori | 36’ A. Letizia |

| Matera 22 novembre 2015, ore 15:00 CET 12ª giornata | Matera           | 0 – 0 referto | Lecce | Stadio XXI Settembre-Franco Salerno (2.700 spett.)\| Arbitro: \| Balice (Termoli) \| |
| Arbitro:                                            | Balice (Termoli) |               |       |                                                                                      |

| Arbitro: | Paolini (Ascoli Piceno) |

|                         |           |                                  |
| Herrera 19’ (rig.), 43’ | Marcatori | 57’ (rig.) Iannini 70’ Armellino |

| Arbitro: | Perotti (Legnano) |

|                             |           |                     |
| G. Rolando 28’ Ingrosso 33’ | Marcatori | 84’ (aut.) Ingrosso |

| Arbitro: | Volpi (Arezzo) |

|  |           |                                                             |
|  | Marcatori | 44’, 65’ Armellino 53’ A. Letizia 86’ Ingrosso 88’ Piccinni |

| Arbitro: | Detta (Mantova) |

|             |           |  |
| Iannini 59’ | Marcatori |  |

| Arbitro: | Nicoletti (Catanzaro) |

|  |           |                             |
|  | Marcatori | 41’ A. Letizia 57’ Carretta |

#### Girone di ritorno
| Arbitro: | Bertani (Pisa) |

|               |           |                                                         |
| Di Grazia 48’ | Marcatori | 31’ Infantino 34’ Di Lorenzo 39’ Rolando 79’ A. Letizia |

| Matera 25 gennaio 2016, ore 20:00 CET 19ª giornata | Matera      | 0 – 0 referto | Fidelis Andria | Stadio XXI Settembre-Franco Salerno (3.200 spett.)\| Arbitro: \| Giua (Pisa) \| |
| Arbitro:                                           | Giua (Pisa) |               |                |                                                                                 |

| Arbitro: | Balice (Termoli) |

|                       |           |               |
| Calil 55’ Falcone 69’ | Marcatori | 80’ Infantino |

| Arbitro: | Di Marino (Teramo) |

|                                 |           |             |
| Infantino 45+2’ (rig.) Tomi 48’ | Marcatori | 38’ Mancosu |

| Arbitro: | Pagliardini (Arezzo) |

|                              |           |                           |
| Arcidiacono 18’ Iemmello 37’ | Marcatori | 41’ Infantino 50’ Iannini |

| Arbitro: | Maggioni (Lecco) |

|              |           |             |
| Albadoro 52’ | Marcatori | 31’ Gustavo |

| Arbitro: | Guccini (Albano Laziale) |

|                    |           |               |
| Marotta 54’ (rig.) | Marcatori | 43’ Infantino |

| Arbitro: | Di Ruberto (Nocera Inferiore) |

|                |           |  |
| G. Rolando 35’ | Marcatori |  |

| Arbitro: | Mancini (Fermo) |

|                                      |           |  |
| Di Lorenzo 18’ Tomi 26’ Albadoro 70’ | Marcatori |  |

| Arbitro: | Bichisecchi (Livorno) |

|          |           |               |
| Lisi 83’ | Marcatori | 13’ Infantino |

| Arbitro: | Valiante (Nocera Inferiore) |

|               |           |  |
| Infantino 22’ | Marcatori |  |

| Arbitro: | Di Martino (Teramo) |

|            |           |                          |
| Lepore 60’ | Marcatori | 39’ Carretta 86’ De Rose |

| Arbitro: | Rossi (Rovigo) |

|                           |           |                                         |
| Infantino 22’ (rig.), 71’ | Marcatori | 1’ Canotto 30’ Longo 58’ (rig.) Soumaré |

| Arbitro: | Lacagnina (Caltanissetta) |

|                                             |           |  |
| Caccavallo 13’, 28’ Sirignano 73’ Cunzi 88’ | Marcatori |  |

| Arbitro: | Proietti (Terni) |

|                                                   |           |               |
| Infantino 7’, 28’ (rig.) Armellino 19’ Casoli 50’ | Marcatori | 90+1’ Moracci |

| Arbitro: | Catona (Reggio Calabria) |

|                               |           |                                     |
| Maiorano 22’ Mastropietro 45’ | Marcatori | 66’ (rig.) Infantino 84’ Pagliarini |

| Arbitro: | Giua (Pisa) |

|               |           |             |
| Infantino 36’ | Marcatori | 22’ Gambino |

### Coppa Italia

#### Primo turno
| Arbitro: | Boggi (Salerno) |

|  |           |            |
|  | Marcatori | 2’ Kirilov |

### Coppa Italia Lega Pro

#### Primo turno
| Arbitro: | Rabilotta (Sala Consilina) |

|                     |           |              |
| Diop 42’ Monaco 62’ | Marcatori | 52’ D'Angelo |

## Statistiche
Statistiche aggiornate al 7 maggio 2016

### Statistiche di squadra
| Competizione          | Punti | In casa | In casa | In casa | In casa | In casa | In casa | In trasferta | In trasferta | In trasferta | In trasferta | In trasferta | In trasferta | Totale | Totale | Totale | Totale | Totale | Totale | DR  |
| Competizione          | Punti | G       | V       | N       | P       | Gf      | Gs      | G            | V            | N            | P            | Gf           | Gs           | G      | V      | N      | P      | Gf     | Gs     | DR  |
| --------------------- | ----- | ------- | ------- | ------- | ------- | ------- | ------- | ------------ | ------------ | ------------ | ------------ | ------------ | ------------ | ------ | ------ | ------ | ------ | ------ | ------ | --- |
| Lega Pro              | 53    | 17      | 8       | 7       | 2       | 20      | 10      | 17           | 6            | 6            | 5            | 25           | 22           | 34     | 14     | 13     | 7      | 45     | 32     | +13 |
| Coppa Italia          | -     | 1       | 0       | 0       | 1       | 0       | 1       | 0            | 0            | 0            | 0            | 0            | 0            | 1      | 0      | 0      | 1      | 0      | 1      | -1  |
| Coppa Italia Lega Pro | -     | 0       | 0       | 0       | 0       | 0       | 0       | 1            | 0            | 0            | 1            | 1            | 2            | 1      | 0      | 0      | 1      | 1      | 2      | -1  |
| Totale                | 53    | 18      | 8       | 7       | 3       | 20      | 11      | 18           | 6            | 6            | 6            | 26           | 24           | 36     | 14     | 13     | 9      | 46     | 35     | +11 |

### Andamento in campionato
| Giornata  | 1 | 2  | 3  | 4  | 5  | 6  | 7  | 8  | 9  | 10 | 11 | 12 | 13 | 14 | 15 | 16 | 17 | 18 | 19 | 20 | 21 | 22 | 23 | 24 | 25 | 26 | 27 | 28 | 29 | 30 | 31 | 32 | 33 | 34 |
| --------- | - | -- | -- | -- | -- | -- | -- | -- | -- | -- | -- | -- | -- | -- | -- | -- | -- | -- | -- | -- | -- | -- | -- | -- | -- | -- | -- | -- | -- | -- | -- | -- | -- | -- |
| Luogo     | C | T  | C  | T  | C  | T  | C  | T  | T  | C  | T  | C  | T  | C  | T  | C  | T  | T  | C  | T  | C  | T  | C  | T  | C  | C  | T  | C  | T  | C  | T  | C  | T  | C  |
| Risultato | V | P  | P  | N  | N  | P  | N  | P  | V  | N  | V  | N  | N  | V  | V  | V  | V  | V  | N  | P  | V  | N  | N  | N  | V  | V  | N  | V  | V  | P  | P  | V  | N  | N  |
| Posizione | 7 | 15 | 17 | 16 | 14 | 17 | 18 | 18 | 15 | 15 | 13 | 14 | 15 | 13 | 8  | 6  | 6  | 6  | 6  | 6  | 6  | 6  | 6  | 6  | 6  | 6  | 6  | 6  | 6  | 6  | 6  | 6  | 6  | 6  |

Fonte:  Lega Pro Girone C 2015/2016, su calcio.com.
Legenda:

Luogo: C = Casa; T = Trasferta. Risultato: V = Vittoria; N = Pareggio; P = Sconfitta.

### Statistiche dei giocatori
Sono in corsivo i calciatori che hanno lasciato la società a stagione in corso.
| Giocatore      | lega Pro | lega Pro | lega Pro    | lega Pro   | Coppa Italia | Coppa Italia | Coppa Italia | Coppa Italia | Coppa Italia Lega Pro | Coppa Italia Lega Pro | Coppa Italia Lega Pro | Coppa Italia Lega Pro | Totale   | Totale | Totale      | Totale     |
| Giocatore      | Presenze | Reti     | Ammonizioni | Espulsioni | Presenze     | Reti         | Ammonizioni  | Espulsioni   | Presenze              | Reti                  | Ammonizioni           | Espulsioni            | Presenze | Reti   | Ammonizioni | Espulsioni |
| -------------- | -------- | -------- | ----------- | ---------- | ------------ | ------------ | ------------ | ------------ | --------------------- | --------------------- | --------------------- | --------------------- | -------- | ------ | ----------- | ---------- |
| D. Albadoro    | 10       | 2        | 2           | 0          | -            | -            | -            | -            | -                     | -                     | -                     | -                     | 10       | 2      | 2           | 0          |
| M. Armellino   | 31       | 4        | 10          | 0          | 1            | 0            | 1            | 0            | 1                     | 0                     | 0                     | 0                     | 33       | 4      | 11          | 0          |
| M. Bifulco     | 31       | -26      | 3           | 0          | 1            | -1           | 0            | 0            | -                     | -                     | -                     | -                     | 32       | -27    | 3           | 0          |
| M. Biscarini   | 2        | -3       | 0           | 0          | -            | -            | -            | -            | 1                     | -2                    | 0                     | 0                     | 3        | -5     | 0           | 0          |
| M. Carretta    | 32       | 2        | 9           | 1          | 1            | 0            | 0            | 0            | 1                     | 0                     | 0                     | 0                     | 34       | 2      | 9           | 1          |
| G. Casoli      | 15       | 1        | 0           | 0          | -            | -            | -            | -            | -                     | -                     | -                     | -                     | 15       | 1      | 0           | 0          |
| S. D'Agostino  | 2        | 0        | 0           | 0          | -            | -            | -            | -            | -                     | -                     | -                     | -                     | 2        | 0      | 0           | 0          |
| G. Dammarco    | 1        | 0        | 0           | 0          | -            | -            | -            | -            | -                     | -                     | -                     | -                     | 1        | 0      | 0           | 0          |
| S. D'Angelo    | 9        | 0        | 1           | 0          | 1            | 0            | 0            | 0            | 1                     | 1                     | 0                     | 0                     | 11       | 1      | 1           | 0          |
| C. De Franco   | 4        | 0        | 0           | 0          | -            | -            | -            | -            | -                     | -                     | -                     | -                     | 4        | 0      | 0           | 0          |
| F. De Rose     | 31       | 1        | 9           | 0          | 1            | 0            | 0            | 0            | -                     | -                     | -                     | -                     | 32       | 1      | 9           | 0          |
| G. Di Lorenzo  | 33       | 2        | 6           | 0          | -            | -            | -            | -            | 1                     | 0                     | 0                     | 0                     | 34       | 2      | 6           | 0          |
| A. Gammone     | 15       | 1        | 1           | 0          | -            | -            | -            | -            | -                     | -                     | -                     | -                     | 15       | 1      | 1           | 0          |
| G. Iannini     | 28       | 4        | 5           | 0          | -            | -            | -            | -            | 1                     | 0                     | 0                     | 0                     | 29       | 4      | 5           | 0          |
| S. Infantino   | 17       | 13       | 3           | 0          | -            | -            | -            | -            | -                     | -                     | -                     | -                     | 17       | 13     | 3           | 0          |
| G. Ingrosso    | 29       | 2        | 4           | 0          | 1            | 0            | 0            | 0            | -                     | -                     | -                     | -                     | 30       | 2      | 4           | 0          |
| M. Kurtisi     | 5        | 1        | 0           | 0          | -            | -            | -            | -            | 1                     | 0                     | 0                     | 0                     | 6        | 1      | 0           | 0          |
| A. Letizia     | 20       | 4        | 1           | 0          | 1            | 0            | 0            | 0            | 1                     | 0                     | 0                     | 0                     | 22       | 4      | 1           | 0          |
| A. Meola       | 17       | 1        | 1           | 1          | 1            | 0            | 0            | 0            | 1                     | 0                     | 0                     | 0                     | 19       | 1      | 1           | 1          |
| C. Morra       | 1        | 0        | 0           | 0          | -            | -            | -            | -            | -                     | -                     | -                     | -                     | 1        | 0      | 0           | 0          |
| F. Pagliarini  | 11       | 1        | 0           | 0          | 1            | 0            | 0            | 0            | 1                     | 0                     | 0                     | 0                     | 13       | 1      | 0           | 0          |
| A. Petitti     | 1        | 0        | 0           | 0          | -            | -            | -            | -            | -                     | -                     | -                     | -                     | 1        | 0      | 0           | 0          |
| M. Piccinni    | 30       | 1        | 7           | 0          | -            | -            | -            | -            | -                     | -                     | -                     | -                     | 30       | 1      | 7           | 0          |
| G. Regolanti   | 9        | 0        | 0           | 0          | 1            | 0            | 0            | 0            | -                     | -                     | -                     | -                     | 10       | 0      | 0           | 0          |
| G. Rolando     | 23       | 3        | 3           | 1          | 1            | 0            | 0            | 0            | -                     | -                     | -                     | -                     | 24       | 3      | 3           | 1          |
| D. Russo       | 1        | -3       | 0           | 0          | -            | -            | -            | -            | -                     | -                     | -                     | -                     | 1        | -3     | 0           | 0          |
| S. Scognamillo | 1        | 0        | 0           | 0          | 1            | 0            | 0            | 0            | 1                     | 0                     | 0                     | 0                     | 3        | 0      | 0           | 0          |
| G. Tomi        | 32       | 2        | 4           | 0          | 1            | 0            | 0            | 0            | -                     | -                     | -                     | -                     | 33       | 2      | 4           | 0          |
| A. Zaffagnini  | 17       | 0        | 1           | 1          | 1            | 0            | 0            | 0            | 1                     | 0                     | 0                     | 0                     | 19       | 0      | 1           | 1          |
| A. Zanchi      | 15       | 0        | 2           | 1          | -            | -            | -            | -            | 1                     | 0                     | 0                     | 0                     | 16       | 0      | 2           | 1          |

## Giovanili
SONO STATI 7 NEL CORSO DELLA STAGIONE 2015-16 I CALCIATORI DELLE GIOVANILI CONVOCATI NELLE VARIE UNDER DELLA NAZIONALE ITALIANA DAL CT ARRIGONI SI TRATTA DI GAETANO DAMMACCO, CRISTOFARO MORRA E FABIO DELVINO TUTTI CLASSE 98', ENRICO COLELLA, GIANMARCO PIROLO E ALESSANDRO CAMPOREALE CLASSE 99, E FELICE TACCOGNA QUEST'ULTIMO CLASSE 2000